# Ocotea longipedicellata
Ocotea longipedicellata är en lagerväxtart som beskrevs av H. van der Werff. Ocotea longipedicellata ingår i släktet Ocotea och familjen lagerväxter. Inga underarter finns listade i Catalogue of Life.